# Kumabe Chikanaga
Kumabe Chikanaga (隈部 親永, 1516-20 juin 1588) est un samouraï au service du clan Kikuchi, seigneur du château de Higo-Nagano.
Il sert plus tard le clan Ryūzōji. Il est défait durant la conquête de Kyūshū par Hideyoshi Toyotomi et meurt lors des émeutes de la province de Higo.

## Source de la traduction
- (en) Cet article est partiellement ou en totalité issu de l’article de Wikipédia en anglais intitulé « Kumabe Chikanaga » (voir la liste des auteurs).